# Psychotria linearisepala
Psychotria linearisepala är en måreväxtart som beskrevs av Ernest Marie Antoine Petit. Psychotria linearisepala ingår i släktet Psychotria och familjen måreväxter.

## Underarter
Arten delas in i följande underarter:
- P. l. linearisepala
- P. l. subobtusa